# Pseudobarbella validiramosa
Pseudobarbella validiramosa är en bladmossart som beskrevs av Wu Pan-cheng och Luo Jian-xin in Luo Jian-xin 1983. Pseudobarbella validiramosa ingår i släktet Pseudobarbella och familjen Meteoriaceae. Inga underarter finns listade i Catalogue of Life.